# Sant'Elena
Sant'Elena é uma comuna italiana da região do Vêneto, província de Pádua, com cerca de 1.760 habitantes. Estende-se por uma área de 8 km², tendo uma densidade populacional de 220 hab/km². Faz fronteira com Este, Granze, Monselice, Solesino, Villa Estense.

## Demografia
| Variação demográfica do município entre 1861 e 2011                               |
|                                                                                   |
| Fonte: Istituto Nazionale di Statistica (ISTAT) - Elaboração gráfica da Wikipedia |